# قوزدره
قوزدره (به لاتین: Qozdərə) یک منطقه مسکونی در جمهوری آذربایجان است که در شهرستان تووز واقع شده است.